# カレル・サビナ

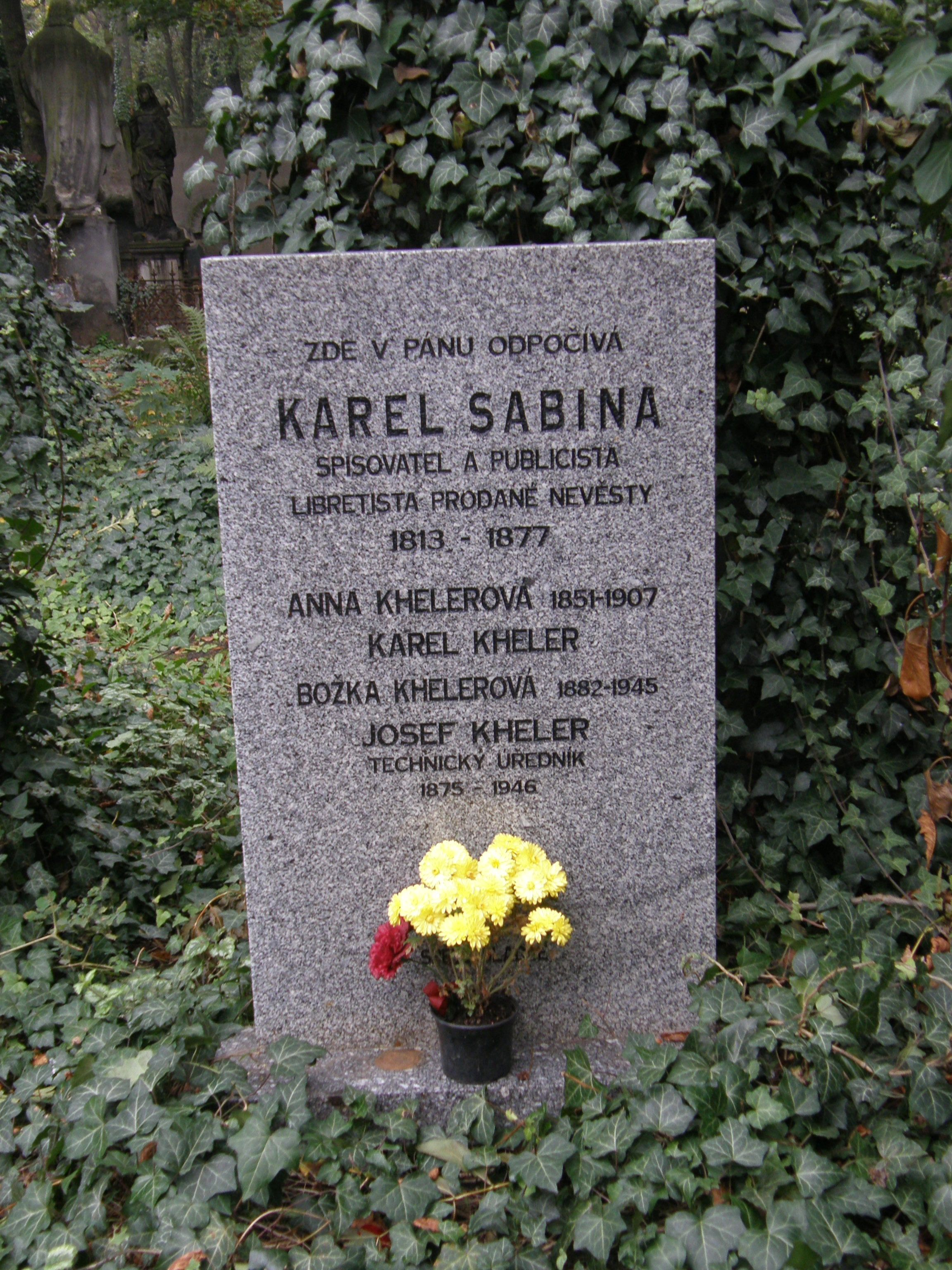
プラハ市内のオルシャンスケー墓地にあるサビナの墓

カレル・サビナ（Karel Sabina、1813年12月29日 - 1877年11月8日）は、チェコの作家、ジャーナリスト。アリアン・ジェリンスキー (Arian Želinský) やレオ・ブラス (Leo Blass) などのペンネームも使用していた。

## 生涯
カレル・サビナは、煉瓦職人や洗濯屋を営む家系の中の砂糖製造工場の経営者の娘の婚外子として生まれ、貧困の中育った。サビナ自身は、自分をポーランド貴族の私生児であると語った。その後大学に進学し、哲学と法学を学ぶが、卒業することはなかった。1848年、サビナは秘密急進的政治サークル『Repeal』を結成し、リーダーの一人となる。サークル名の由来は、アイルランドの革命派にインスパイアされたものである。更に、国家委員会とチェコ議会のメンバーにもなっている。この時期、サビナは、多くの雑誌に多数の記事を書いている。書いたもののいくつかは、検閲の対象となった。この時期、サビナの参加した1848年のプラハ争乱の中で、後にチェコ国民楽派の祖となるベドルジハ・スメタナと知り合っている。
1849年、サビナは『May Coup』に参加したことを理由に逮捕される。『May Coup』は、ミハイル・バクーニンに影響を受け、プラハで反乱の計画を立てていた団体である。1851年にサビナは、他の24人と共に死刑判決を受ける。しかし、時の皇帝フランツ・ヨーゼフ1世によって、懲役18年に変更され、オロモウツ刑務所に収監される。判決から約6年が経過した1857年には、フランツ・ヨーゼフ1世が5月8日に行った恩赦によって釈放される。釈放後、プラハに戻り、フリーの作家となった。
その後、スメタナのオペラ『ボヘミアのブランデンブルク人』のリブレットを執筆する。さらにオペラ『売られた花嫁』のリブレットもスメタナに提供している。後者は、スメタナのオペラの中で最も人気のある作品となった。
1870年、新聞『Vaterland』は、サビナが警察の情報提供者であったと間接的に述べている書簡を掲載した。サビナは同紙に対して裁判を起こし勝訴する。しかし、1872年に行われた非公式の裁判で、8人のチェコの著名人（その中には、ヤン・ネルダやヴィーチェスラフ・ハーレクらもいた）によって構成される陪審は、サビナに情報提供者として後ろめたいことがあることを発見し、国外への亡命を防ぐために、サビナを密かにプラハに強制的に住まわせた。サビナはこの非難を否定したが、今日では、サビナは1859年から実際に警察のエージェントであったことが証明されている。サビナが警察の情報提供者となった理由は、はっきりとしないが、成功しなかった革命後の失望と、釈放後の極貧生活が原因であると推察されている。サビナは追放者となり、書籍は販売されなくなった。さらに、ポスターなどにおけるサビナの名前は全てイニシャルに置き換えられた。表へ出るたびに、襲われる危険を背負うこととなった。しかしサビナは、ペンネームを用いて作家活動を継続した。そのペンネームのいくつかは今日では不明となっており、歴史家たちが努力するサビナの完全な伝記の作成を、かなり困難な状況にしている。1877年11月8日、貧困と人々の軽蔑の中、この世を去った。死体検案書によれば、死因は『衰弱』 (exhaustion) であった。63歳没。

## 著作
ジャーナリストとしては、サビナは主に『Květy』、『Moravský Týdenník』、『Humorist』、『Lípa』、『Pražské noviny』、『Wčela』で活動していた。後2者では、サビナは編集者として携わっており、この2つの前任者はカレル・ハヴリーチェク・ボロフスキーであった。

### 小説
- Hrobník (1837)
- Blouznění (1857)
- Hedvika (1858)
- Jen tři léta! (1860)
- Na poušti (1863)
- Oživené hroby (1870)
- Morana čili Svět a jeho nicoty (1874)

### 劇
- Černá růže
- Inzerát
- Šašek Jiřího z Poděbrad
- Maloměstské klepny

### 物語
- Obrazy ze 14. a 15. věku (1844)
- Povídky, pověsti, obrazy a novely (1845)

### リブレット
- 売られた花嫁 Prodaná nevěsta（ベドルジハ・スメタナ）
- ボヘミアのブランデンブルク人 Braniboři v Čechách（ベドジフ・スメタナ）
- Starý ženich（カレル・ベンドル）
- V studni（ヴィレーム・ブロデック）

### その他
- Básně (1841)
- Úvod povahopisný (1845)
- Duchovní komunismus (1861)
- Dějiny literatury československé

## 大衆文化におけるサビナ
チェコの現代詩人イヴァン・ヴェルニシュのいくつかの散文詩に、サビナについて述べたものがある。